# Парламентские выборы на Украине (2012)
Парламентские выборы на Украине 2012 года — выборы в Верховную Раду Украины, состоявшиеся 28 октября 2012 года и проведённые в соответствии с Законом Украины «О выборах народных депутатов Украины» от 17 ноября 2011 года.
Выборы проводились по смешанной системе — 225 депутатов избраны в общегосударственном многомандатном округе по избирательным спискам от политических партий, а остальные 225 — по мажоритарной системе в одномандатных округах.
Участие в выборах приняли только политические партии, участие блоков, состоящих из партий, не было предусмотрено.
Президент Украины Виктор Янукович во время заседания Совета регионов заявил, что парламентские выборы в октябре 2012 года должны пройти с соблюдением всех демократических процедур — быть свободными, честными и прозрачными.

Определяющими ориентирами для всех уровней власти в нынешних условиях должны быть ответственность, высокая организованность и соблюдение демократических процедур.
Парламентские выборы 2012 года должны существенно повысить доверие граждан как к парламенту, так и к власти в целом — именно за счёт проведения открытого и демократичного избирательного процесса, подчеркнул Президент. В то же время, в СМИ были зафиксированы факты множества нарушений со стороны партии власти и провластных кандидатов-мажоритарщиков.
Официальная избирательная кампания началась за 90 дней до дня голосования.
Лидер главной оппозиционной партии «Батькивщина» Юлия Тимошенко уже в начале сентября, в самом начале избирательной кампании и задолго до дня голосования, обратилась к Евросоюзу с просьбой признать выборы нелегитимными, не отвечающими международным демократическим стандартам, несправедливыми и нечестными, а также констатировать фальсификации на всех уровнях.
Первые в истории независимой Украины парламентские выборы, на которых первое место заняла партия власти.
По оценкам, предвыборные официальные и неофициальные расходы партий и депутатов составили $2,5 млрд.

## Предыстория
1 февраля 2011 года Верховная Рада установила датой проведения выборов 28 октября 2012 года. С этого момента предпринимались попытки изменить действующее законодательство, по которому были проведены парламентские выборы 2007 года.
11 октября 2011 года суд признал Юлию Тимошенко, лидера партии «Батькивщина», виновной в превышении должностных полномочий и приговорил к 7 годам тюремного заключения с последующим 3-летним запретом занимать государственные должности
27 февраля 2012 года, после длительного пребывания в СИЗО осуждён лидер оппозиционной партии «Народная самооборона», бывший Министр внутренних дел Украины Юрий Луценко.
В феврале 2012 года стало известно о переговорах партии «Батькивщина» с «Фронтом перемен» о создании общего списка кандидатов в народные депутаты, а уже в апреле шесть оппозиционных партий договорились о совместном участии в парламентских выборах 2012 года на базе Всеукраинского объединения «Батькивщина» (в связи с тем, что по новому избирательному законодательству запрещено партийным блокам принимать участие в выборах, объединение в единый список на базе одной партии). В объединённую оппозицию вошли партии «Батькивщина», «Фронт перемен», «Народный рух Украины», «Народная самооборона», «За Украину!», «Реформы и порядок», 24 апреля к объединённой украинской оппозиции присоединилась Социально-христианская партия, а в июне — партия «Гражданская позиция» Анатолия Гриценко.
17 марта 2012 года на съезде «Сильной Украины» было принято решение о самороспуске партии, а членам партии было рекомендовано вступать в Партию регионов. Сам экс-лидер Сильной Украины Сергей Тигипко в тот же день был избран членом Партии регионов, заместителем председателя партии и членом политсовета.
7 июля 2012 года прошёл «Форум патриотических сил Украины», на котором председатели «Нашей Украины», Конгресса украинских националистов и Украинской народной партии вместе с лидерами более 30 общественных организаций должны также подписали декларацию об объединении и совместном участии на парламентских выборах.

## Хроника подготовки к выборам
С 30 июля по 13 августа проводилась регистрация кандидатов. На 450 депутатских мест претендовало 6 214 человек, впоследствии 443 кандидатам по различным причинам было отказано в регистрации. Итоговое число кандидатов — 5 771 (≈13 человек на место). Из них 3128 человека самовыдвиженцев и 2643 по партийным спискам от 89 различных политических партий.

## Коалиционные соглашения
19 октября ВО «Свобода» (Тягнибок) и объединённая оппозиция (ВО «Батькивщина», Арсений Яценюк — Юлия Тимошенко) договорились о сотрудничестве в парламенте нового созыва.
По заявлениям лидеров партии «Удар» Виталия Кличко, они не намерены вступать в альянсы с Партией регионов и Компартией (отмечают, что в «Ударе» есть пункт присяги для кандидатов, в котором говорится о недопустимости их вхождения в коалицию Партии регионов).

## Бюллетень

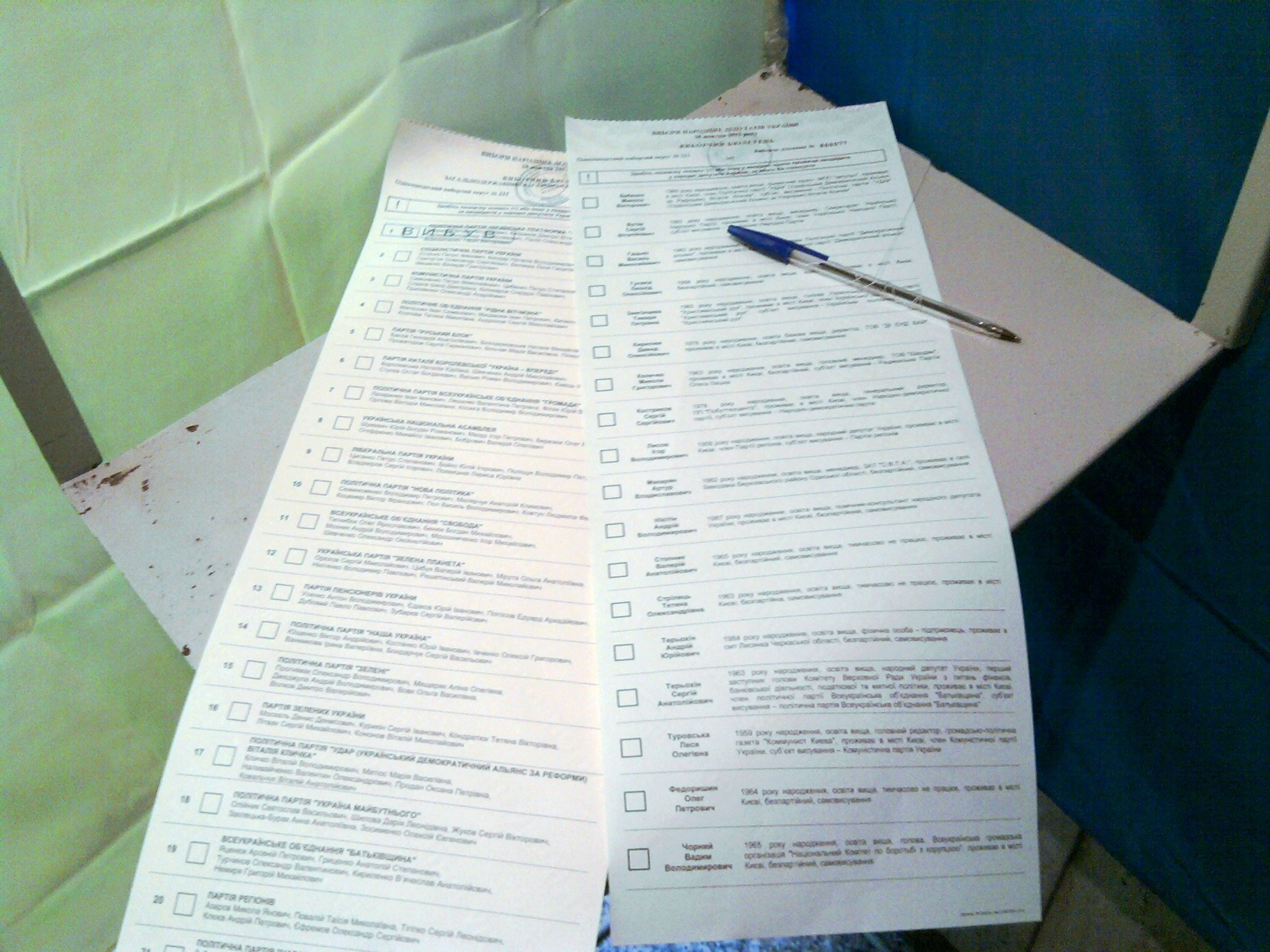
[http://klim-ua.blogspot.com/2012/10/blog-post_5639.html Бюллетень

Центральная избирательная комиссия Украины зарегистрировала списки кандидатов в депутаты от 22 партий.
Расстановка партий в избирательном бюллетене
1. Украинская платформа «Собор» (сняла список с выборов 13.10.2012)
2. Социалистическая партия Украины
3. Коммунистическая партия Украины
4. Политическое объединение «Рідна Вітчизна»
5. Партия «Русский блок»
6. Партия Натальи Королевской «Украина — Вперёд!»
7. Всеукраинское объединение «Громада»
8. Украинская национальная ассамблея
9. Либеральная партия Украины
10. Политическая партия «Новая политика»
11. Всеукраинское объединение «Свобода»
12. Украинская партия «Зелёная планета»
13. Партия пенсионеров Украины
14. Политическая партия «Наша Украина»
15. Политическая партия «Зелёные»
16. Партия зелёных Украины
17. Политическая партия «УДАР (Украинский демократический альянс за реформы) Виталия Кличко»
18. Политическая партия «Украина будущего»
19. Всеукраинское объединение «Батькивщина»
20. Партия регионов
21. Народно-трудовой союз Украины
22. Радикальная партия Олега Ляшко

## Опросы общественного мнения

### Прогнозы результатов выборов по партийным спискам
Здесь размещены электоральные предпочтения, влияющие на распределение 225 мест в парламенте. (Другие 225 мест, в соответствии со смешанной системой выборов, будут формироваться в одномандатных округах.)

## Опросы общественного мнения
| Дата                         | Опрос                                |                 |                  |        |        |              |                   |                |                 |                 |                       |                   |
| Дата                         | Опрос                                | Партия регионов | ВО «Батькивщина» | «УДАР» | КПУ    | ВО «Свобода» | Украина — Вперёд! | «Наша Украина» | Народная партия | «Фронт перемен» | «Гражданская позиция» | «Сильная Украина» |
| ---------------------------- | ------------------------------------ | --------------- | ---------------- | ------ | ------ | ------------ | ----------------- | -------------- | --------------- | --------------- | --------------------- | ----------------- |
| 30 сентября 2007             | Парламентские выборы, 2007           | 34,4 %          | 30,7 %           | —      | 6,0 %  | 0,8 %        | —                 | 17,0 %         | 4,0 %           | —               | —                     | —                 |
| апрель 2011                  | Центр Разумкова                      | 19,7 %          | 13,6 %           | 1,2 %  | 5,7 %  | 3,1 %        | —                 | 1,5 %          | 1,2 %           | 8,1 %           | —                     | —                 |
| май 2011                     | Центр Разумкова                      | 16,5 %          | 13,4 %           | 3,1 %  | 3,1 %  | 3,6 %        | —                 | —              | —               | 7,0 %           | —                     | —                 |
| июнь 2011                    | КМИС                                 | 13.5 %          | 10.9 %           | 3.1 %  | 4.0 %  | 2.5 %        | —                 | —              | 1.1 %           | 7.7 %           | —                     | —                 |
| 17 — 27 сентября 2011        | «Рейтинг»                            | 22.1 %          | 15.9 %           | 2.8 %  | 7.4 %  | 4.0 %        | —                 | 0.6 %          | 1.4 %           | 8.1 %           | 1.2 %                 | —                 |
| 25 октября — 6 ноября 2011   | «Рейтинг»                            | 16.5 %          | 14.5 %           | 4.0 %  | 4.4 %  | 2.8 %        | —                 | 0.8 %          | 1.0 %           | 8.3 %           | 1.7 %                 | —                 |
| 4 — 15 ноября 2011           | КМИС                                 | 12.5 %          | 10.2 %           | 4.4 %  | 5.1 %  | 2.3 %        | —                 | —              | 1.1 %           | 7.0 %           | 1.2 %                 | 3.2 %             |
| декабрь 2011                 | «Демократические инициативы»         | 17.8 %          | 18.8 %           | 5.8 %  | 8.4 %  | 3.3 %        | —                 | 1.8 %          | 1.9 %           | 11.4 %          | 1.9 %                 | 4.4 %             |
| 3 — 15 декабря 2011          | «Рейтинг»                            | 15.4 %          | 16.0 %           | 4.0 %  | 6.4 %  | 3.4 %        | —                 | 0.8 %          | 1.0 %           | 9.0 %           | 1.9 %                 | —                 |
| декабрь 2011                 | КМИС                                 | 13.9 %          | 15.8 %           | 5.1 %  | 5.3 %  | 3.6 %        | 1.2 %             | 0.4 %          | 0.6 %           | 9.6 %           | —                     | 3.6 %             |
| 2 — 19 февраля 2012          | СОЦИС                                | 15.9 %          | 13.5 %           | 5.3 %  | 4.1 %  | 3.5 %        | —                 | 0.5 %          | 0.9 %           | 8.1 %           | 2.1 %                 | 3.1 %             |
| 10 — 24 февраля 2012         | «Рейтинг»                            | 14.3 %          | 15.8 %           | 5.4 %  | 5.5 %  | 3.5 %        | 0.5 %             | 0.6 %          | 1.3 %           | 9.3 %           | 1.6 %                 | 2.3 %             |
| 9 — 19 февраля 2012          | КМИС                                 | 17.3 %          | 13.1 %           | 5.4 %  | 5.4 %  | 3.4 %        | —                 | 1.1 %          | —               | 8.1 %           | 2.0 %                 | 3.0 %             |
| 10 — 19 февраля 2012         | КМИС                                 | 16.5 %          | 14.0 %           | 4.6 %  | 5.7 %  | 3.4 %        | 0.7 %             | 1.3 %          | 0.7 %           | 7.9 %           | 1.9 %                 | 3.6 %             |
| 15 — 26 марта 2012           | «Рейтинг»                            | 16.5 %          | 16.3 %           | 5.8 %  | 5.7 %  | 3.3 %        | 0.7 %             | 0.7 %          | 1.1 %           | 7.7 %           | 2.1 %                 | —                 |
| апрель 2012                  | «Демократические инициативы»         | 19.5 %          | 13.5 %           | 7.4 %  | 4.4 %  | 2.5 %        | —                 | 0.5 %          | —               | 9.5 %           | —                     | —                 |
| 12 — 24 апреля 2012          | КМИС                                 | 19.1 %          | 10.7 %           | 6.7 %  | 5.7 %  | 3.0 %        | 2.8 %             | 0.7 %          | 1.2 %           | 7.3 %           | 1.1 %                 | —                 |
| 14 — 26 апреля 2012          | КМИС                                 | 15.6 %          | 15.9 %           | 5.9 %  | 4.7 %  | 2.8 %        | 2.3 %             | 0.9 %          | 1.2 %           | —               | 1.7 %                 | —                 |
| 14 — 19 апреля 2012          | Центр Разумкова                      | 16.6 %          | 19.6 %           | 8.5 %  | 5.5 %  | 3.9 %        | 4.0 %             | —              | 1.1 %           | —               | 2.3 %                 | —                 |
| 5 — 14 мая 2012              | «Рейтинг»                            | 16.6 %          | 18.8 %           | 7.2 %  | 6.1 %  | 3.3 %        | 3.0 %             | 0.5 %          | 0.7 %           | —               | 1.8 %                 | —                 |
| 5 — 14 мая 2012              | «Третий сектор»                      | 17.7 %          | 21.6 %           | 10.5 % | 6.8 %  | 3.9 %        | 5.4 %             | 1.9 %          | 2.2 %           | —               | —                     | —                 |
| 23 мая — 1 июня 2012         | КМИС                                 | 15.1 %          | 14.4 %           | 8.4 %  | 5.4 %  | 2.8 %        | 2.6 %             | —              | 1.3 %           | —               | 1.0 %                 | —                 |
| июль 2012                    | Центр Разумкова                      | 27.6 %          | 25.6 %           | 9.7 %  | 7.1 %  | 3.1 %        | 4.6 %             | —              | —               | —               | 2.6 %                 | —                 |
| 27 июля — 9 августа 2012     | «Рейтинг»                            | 19.0 %          | 19.6 %           | 9.5 %  | 7.5 %  | 3.2 %        | 3.5 %             | 0.6 %          | 1.1 %           | —               | —                     | —                 |
| 23 августа — 5 сентября 2012 | Research & Branding Group            | 21.0 %          | 15.4 %           | 11.4 % | 8.6 %  | 3.4 %        | 3.0 %             | —              | —               | —               | —                     | —                 |
| 10 — 15 августа 2012         | Центр Разумкова                      | 28.1 %          | 25.6 %           | 11.5 % | 8.2 %  | 3.8 %        | 4.0 %             | —              | —               | —               | —                     | —                 |
| 27 июля — 9 августа 2012     | «Рейтинг»                            | 21.5 %          | 18.6 %           | 9.9 %  | 9.1 %  | 3.3 %        | 3.1 %             | 0.9 %          | —               | —               | —                     | —                 |
| 5 — 15 сентября 2012         | DEFgroup                             | 23.2 %          | 16.5 %           | 10.5 % | 8.3 %  | 4.2 %        | 3.6 %             | 3.0 %          | —               | —               | —                     | —                 |
| 7 — 17 сентября 2012         | СОЦИС                                | 21.2 %          | 17.2 %           | 12.7 % | 9.4 %  | 3.4 %        | 3.2 %             | —              | —               | —               | —                     | —                 |
| 25 сентября — 5 октября 2012 | «Рейтинг»                            | 19.2 %          | 13.9 %           | 15.2 % | 10.8 % | 4.9 %        | 2.6 %             | 0.9 %          | —               | —               | —                     | —                 |
| 6 — 26 сентября 2012         | ИСМИ                                 | 22.3 %          | 15.1 %           | 14.5 % | 10.0 % | 4.3 %        | 3.7 %             | 3.8 %          | —               | —               | —                     | —                 |
| сентябрь 2012                | «Перспектива»                        | 24.3 %          | 19.8 %           | 14.7 % | 7.4 %  | 4.9 %        | 3.5 %             | 3.7 %          | —               | —               | —                     | —                 |
| 28 — 30 сентября 2012        | Всеукраинская социологическая служба | 20.3 %          | 16.6 %           | 14.2 % | 10.0 % | 4.7 %        | 5.1 %             | 3.8 %          | —               | —               | —                     | —                 |
| 18 сентября — 4 октября 2012 | «Демократические инициативы»         | 23.3 %          | 15.1 %           | 16.0 % | 10.1 % | 5.1 %        | 2.1 %             | 1.3 %          | —               | —               | —                     | —                 |
| 27 сентября — 5 октября 2012 | «Перспектива»                        | 26.1 %          | 20.3 %           | 15.2 % | 7.5 %  | 5.2 %        | —                 | 4.6 %          | —               | —               | —                     | —                 |
| 21 сентября — 3 октября 2012 | КМИС                                 | 20.1 %          | 12.3 %           | 11.5 % | 7.8 %  | 4.7 %        | 1.4 %             | 1.0 %          | —               | —               | —                     | —                 |
| 18 сентября — 4 октября 2012 | КМИС                                 | 18.8 %          | 12.1 %           | 13.2 % | 8.2 %  | 4.1 %        | 1.6 %             | 1.1 %          | —               | —               | —                     | —                 |
| 5 — 7 октября 2012           | Всеукраинская социологическая служба | 20.7 %          | 16.9 %           | 14.4 % | 10.0 % | 5.1 %        | 5.3 %             | 4.7 %          | —               | —               | —                     | —                 |
| 9 — 15 октября 2012          | СОЦИС                                | 22.7 %          | 15.6 %           | 14.7 % | 9.2 %  | 4.6 %        | 2.1 %             | 1.2 %          | —               | —               | —                     | —                 |

## Распределение избирательных округов по территориям

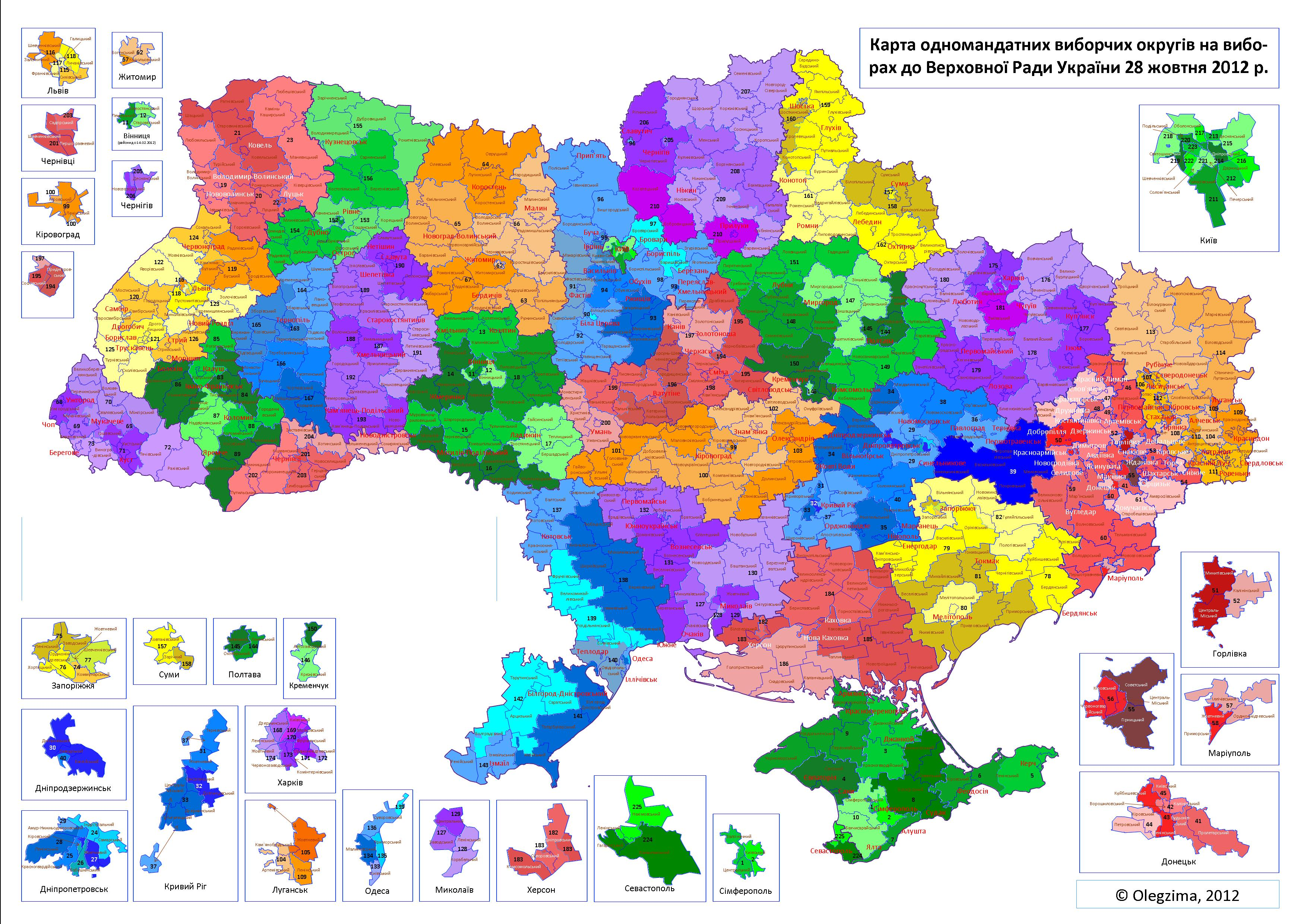
Распределение территории Украины по избирательным округам на выборах 28 октября 2012 года

| № п/п            | Территория                 | Количество избирателей по состоянию на 09.04.2012 | Количество округов | Среднее количество избирателей в округе |
| ---------------- | -------------------------- | ------------------------------------------------- | ------------------ | --------------------------------------- |
| 1                | Автономная республика Крым | 1 541 033                                         | 10                 | 154 103                                 |
| 2                | Винницкая область          | 1 297 161                                         | 8                  | 162 145                                 |
| 3                | Волынская область          | 784 960                                           | 5                  | 156 992                                 |
| 4                | Днепропетровская область   | 2 711 940                                         | 17                 | 159 526                                 |
| 5                | Донецкая область           | 3 412 231                                         | 21                 | 162 487                                 |
| 6                | Житомирская область        | 1 014 402                                         | 6                  | 169 067                                 |
| 7                | Закарпатская область       | 960 018                                           | 6                  | 160 003                                 |
| 8                | Запорожская область        | 1 472 051                                         | 9                  | 163 561                                 |
| 9                | Ивано-Франковская область  | 1 080 123                                         | 7                  | 154 303                                 |
| 10               | Киевская область           | 1 463 201                                         | 9                  | 162 578                                 |
| 11               | Кировоградская область     | 791 773                                           | 5                  | 158 355                                 |
| 12               | Луганская область          | 1 830 556                                         | 11                 | 166 414                                 |
| 13               | Львовская область          | 1 983 810                                         | 12                 | 165 318                                 |
| 14               | Николаевская область       | 938 612                                           | 6                  | 156435                                  |
| 15               | Одесская область           | 1833194                                           | 11                 | 166 654                                 |
| 16               | Полтавская область         | 1 208 757                                         | 8                  | 151 095                                 |
| 17               | Ровенская область          | 871 124                                           | 5                  | 174 225                                 |
| 18               | Сумская область            | 945 722                                           | 6                  | 157 620                                 |
| 19               | Тернопольская область      | 863 217                                           | 5                  | 172 643                                 |
| 20               | Харьковская область        | 2 200 550                                         | 14                 | 157 182                                 |
| 21               | Херсонская область         | 871 906                                           | 5                  | 174 381                                 |
| 22               | Хмельницкая область        | 1 059 637                                         | 7                  | 151 377                                 |
| 23               | Черкасская область         | 1 051 642                                         | 7                  | 150 235                                 |
| 24               | Черновицкая область        | 704 075                                           | 4                  | 176 019                                 |
| 25               | Черниговская область       | 893 486                                           | 6                  | 148 914                                 |
| 26               | город Киев                 | 2 159 363                                         | 13                 | 166 105                                 |
| 27               | город Севастополь          | 308 603                                           | 2                  | 154 302                                 |
| Всего по Украине | Всего по Украине           | 36 253 147                                        | 225                | 161 125                                 |

Источник — Постановление ЦИК Украины от 09.04.2012 г. № 65 Архивная копия от 13 мая 2012 на Wayback Machine

## Международные наблюдатели

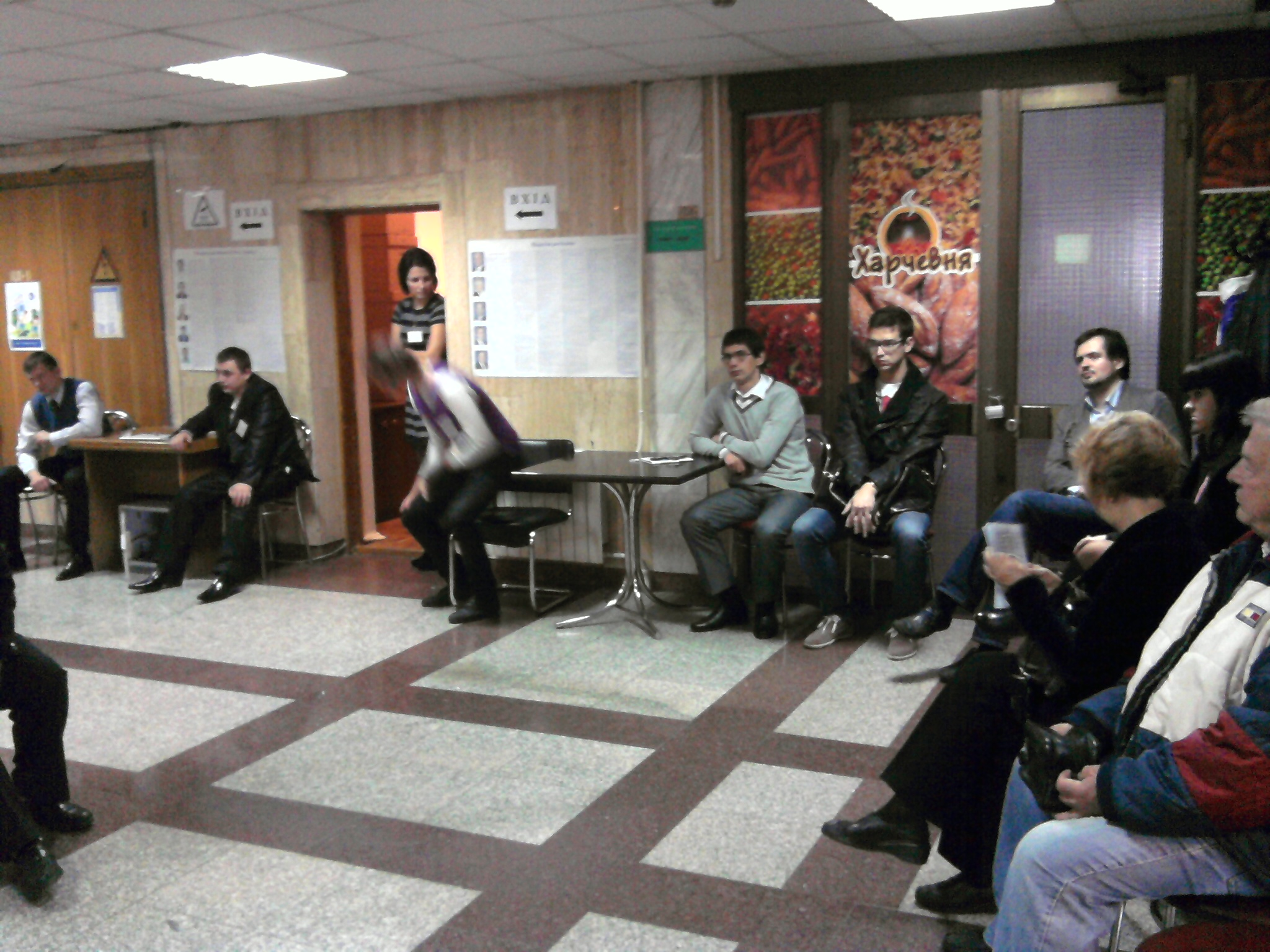
[http://klim-ua.blogspot.com/2012/10/blog-post_5639.html Наблюдатели

Общее число зарегистрированных наблюдателей на 9 октября составило 1053 человека. Самая многочисленная миссия международных наблюдателей от Международной организации по наблюдению за выборами CIS-EMO составила 197 человек.
2 октября наблюдатели CIS-EMO презентовали предварительный доклад миссии по наблюдению за выборами. В докладе, в частности, отмечается, что «основная масса фиксируемых нарушений пока связана не с политической борьбой партийных списков, а с борьбой кандидатов-одномандатников», а выборы на Украине представляют собой «не столкновение мировоззрений, но борьбу финансово-олигархических кланов, которые, в зависимости от симпатий избирателей в том или ином регионе страны, делают свою ставку либо на „партию власти“, либо на представителей оппозиции».
5 октября этот доклад был презентован на ежегодном заседании Бюро по демократическим институтам и правам человека ОБСЕ. В преддверии презентации на заседании БДИПЧ ОБСЕ предварительного доклада Международной организации по наблюдению за выборами CIS-EMO, посвящённого предстоящим выборам в Верховную Раду Украины, сайт миссии был подвергнут массированной DDoS-атаке. Доклад был опубликован на официальном сайте ОБСЕ на русском и английском языках.
30 ноября на заседании Бюро и Постоянного комитета ПАСЕ был заслушан отчёт наблюдателей на парламентских выборах на Украине, в котором они (выборы) признаны состоявшимися, а их легитимность не ставится под сомнение.
Выборы в Верховную Раду Украины прошли свободно и в соответствии с законодательством страны, заявил глава миссии наблюдателей СНГ, первый заместитель председателя исполкома Содружества Владимир Гаркун. Наблюдатели фиксировали некоторые нарушения, однако «нарушения носили несистемный характер и не могли повлиять на результаты выборов».

## Трансляция видеонаблюдения за Выборами в Верховную Раду Украины
Компания «СИТРОНИКС ИТ» на Украине 24 сентября начала работы по установке оборудования для системы видеонаблюдения за голосованием и подсчётом голосов избирателей в рамках выборов народных депутатов Украины. Объектами видеонаблюдения на избирательных участках являются места выдачи бюллетеней для голосования и проведения работ со списками избирателей, а также стационарные урны для голосования. Сайт веб-выборов: https://web.archive.org/web/20121103010119/http://vybory2012.gov.ua/

## Явка
По данным на 20:00 28 октября проголосовало 56,76 % избирателей.

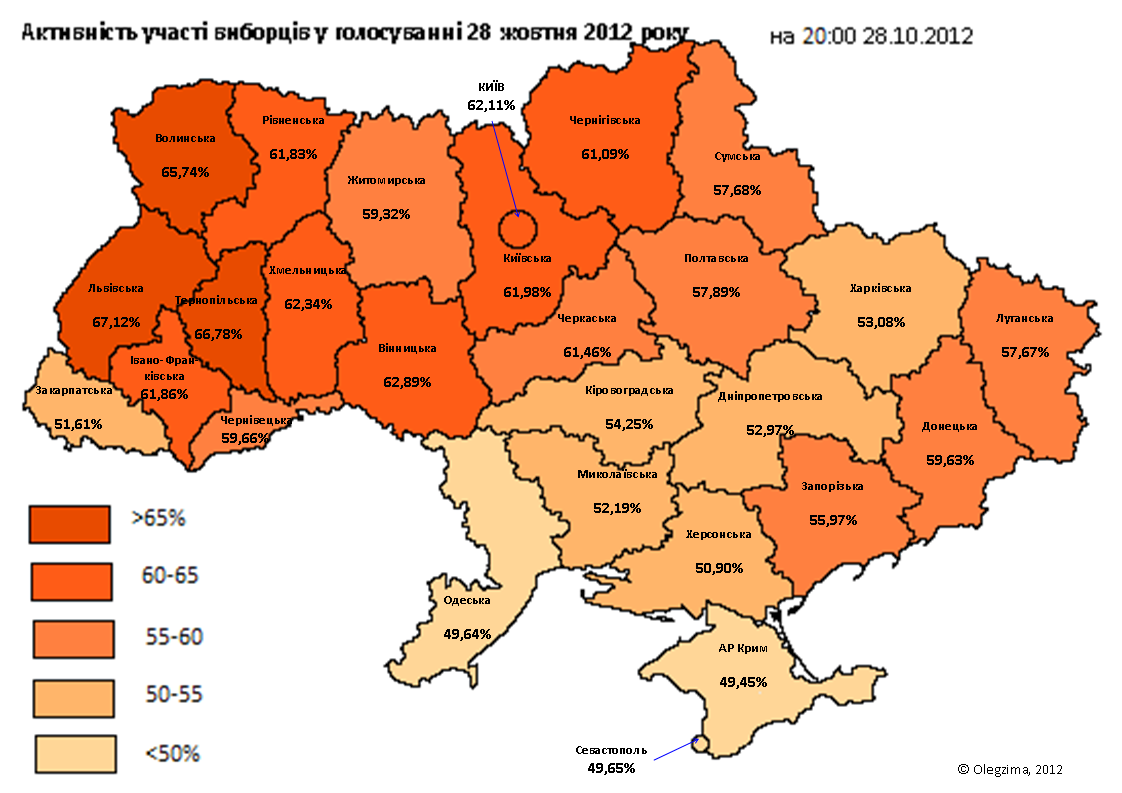
Явка избирателей на 20:00 28 октября 2012 года по областям

## Данные эксит-поллов
| Эксит-полл                                                     | Партия регионов | ВО «Батькивщина» | УДАР    | ВО «Свобода» | КПУ     |
| -------------------------------------------------------------- | --------------- | ---------------- | ------- | ------------ | ------- |
| Национальный эксит-полл (Деминицативы) — Центр Разумкова, КМИС | 28,1 %          | 24,7 %           | 15,1 %  | 12,3 %       | 11,8 %  |
| Эксит-полл (ТРК Украина) — Research&Branding                   | 31,6 %          | 23,7 %           | 13,2 %  | 11 %         | 13 %    |
| Эксит-полл (Социальный мониторинг)                             | 32 %            | 23,2 %           | 14,4 %  | 12,6 %       | 11,5 %  |
| Эксит-полл (ICTV, Интер) — TNS и SOCIS                         | 30,48 %         | 23,87 %          | 14,67 % | 11,92 %      | 12,07 % |
| Эксит-полл (Группа Рейтинг) — 5 канал                          | 27,6 %          | 23,4 %           | 14,3 %  | 12,5 %       | 12,5 %  |

## Результаты
По состоянию на 8 ноября 2012 года 19:22:56 обработано 100 % электронных протоколов.

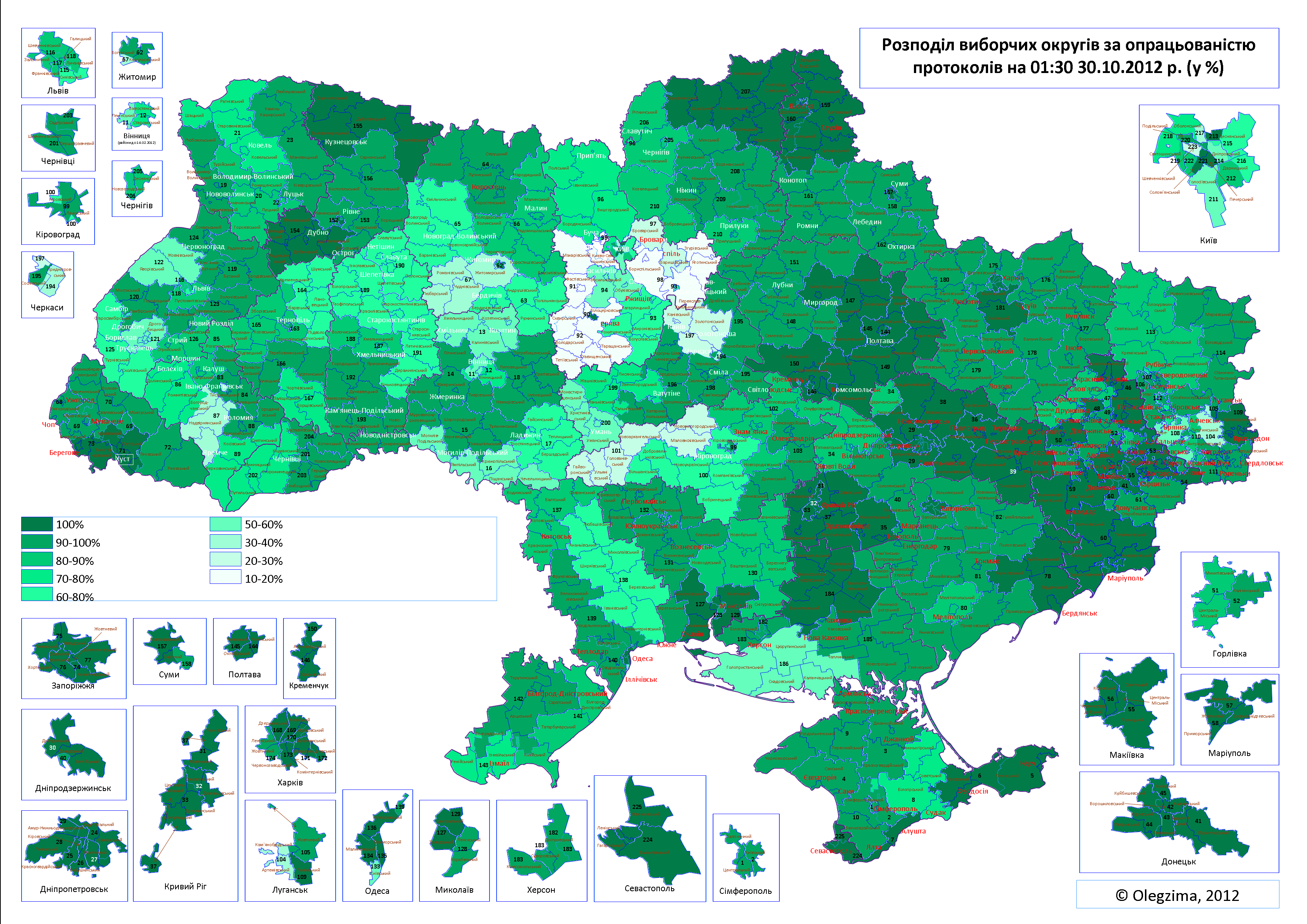
Уровень обработанности протоколов на 30 октября 2012 01:30

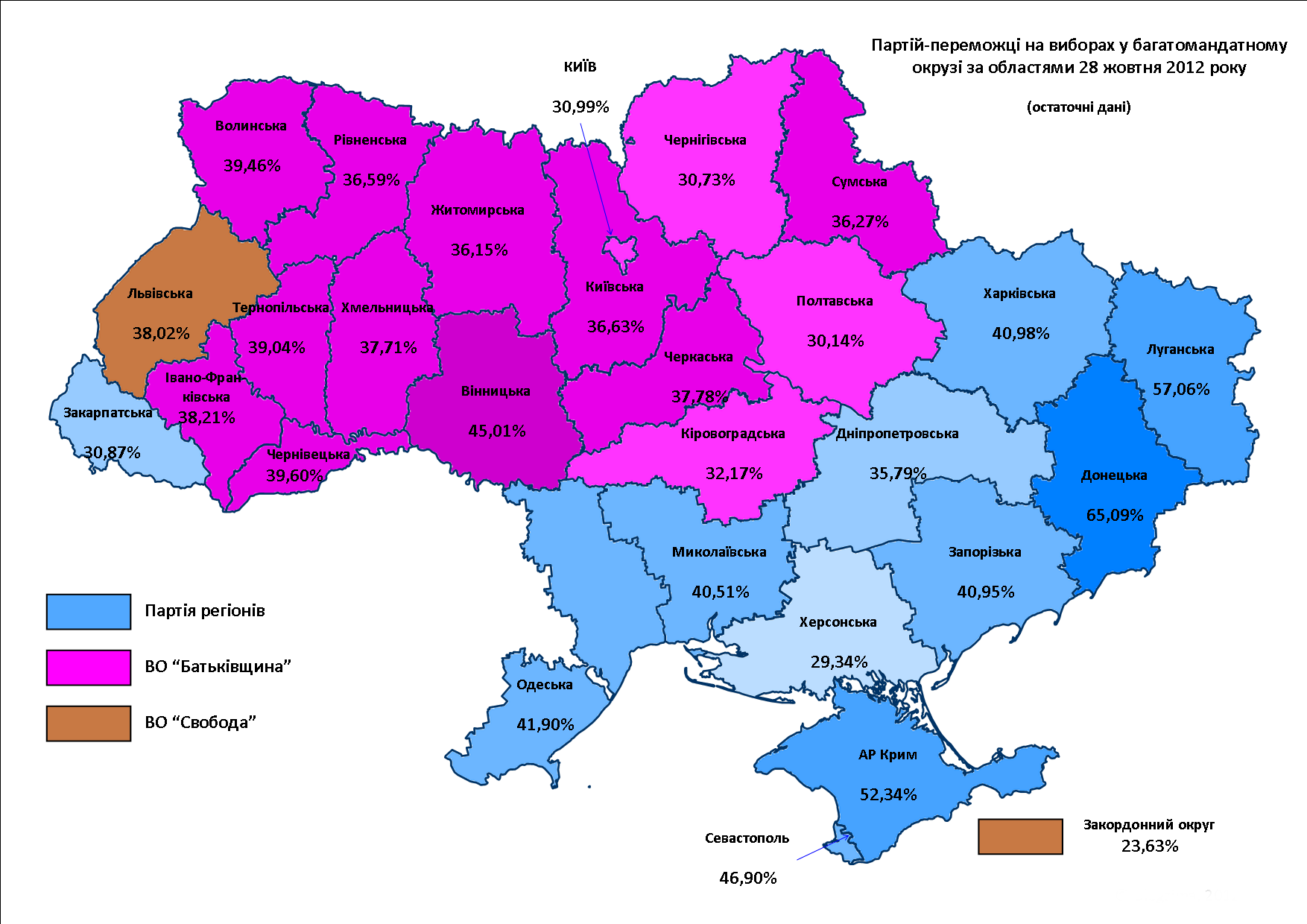
Лидеры по областям в многомандатном округе

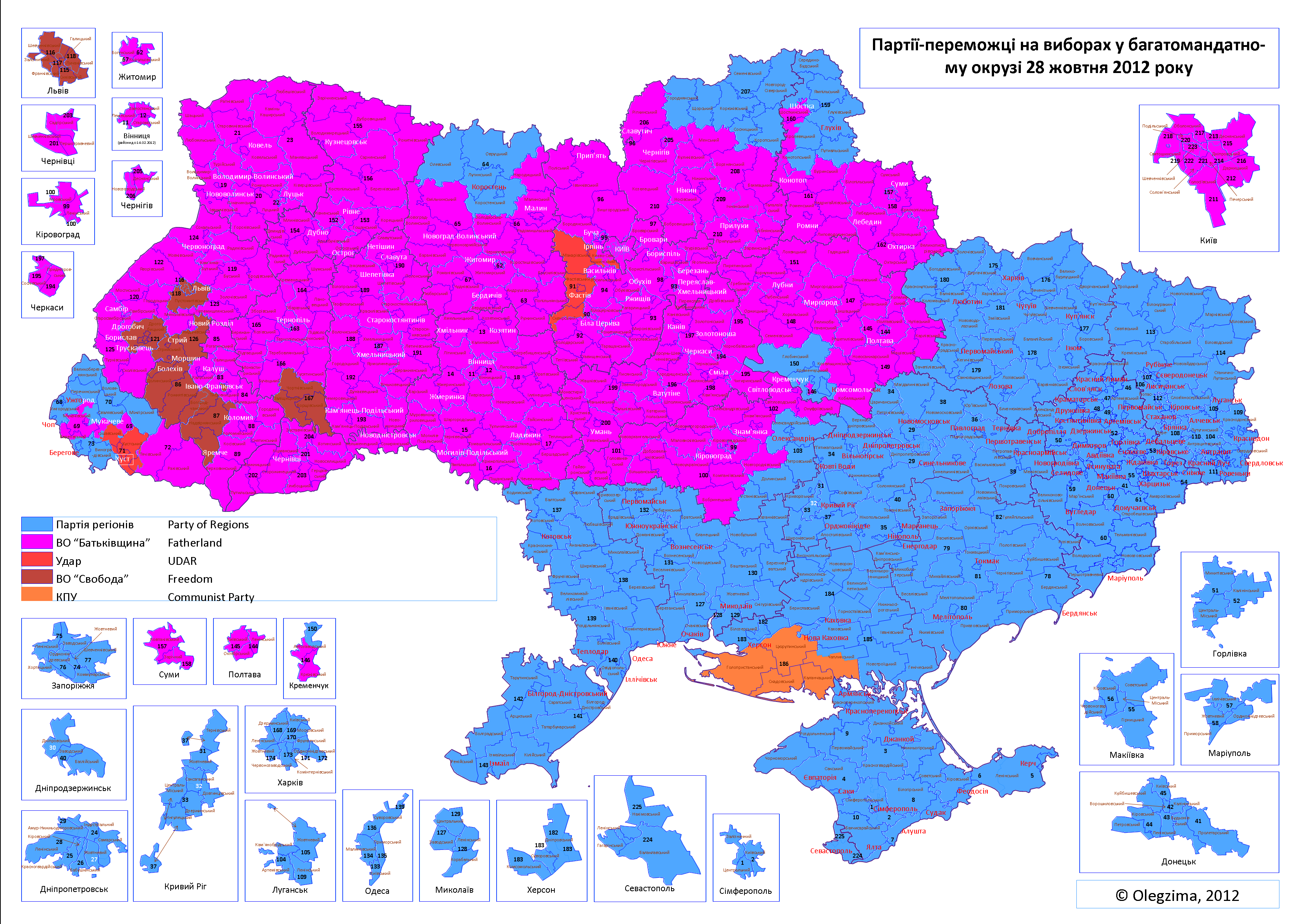
Лидеры по округам в многомандатном округе

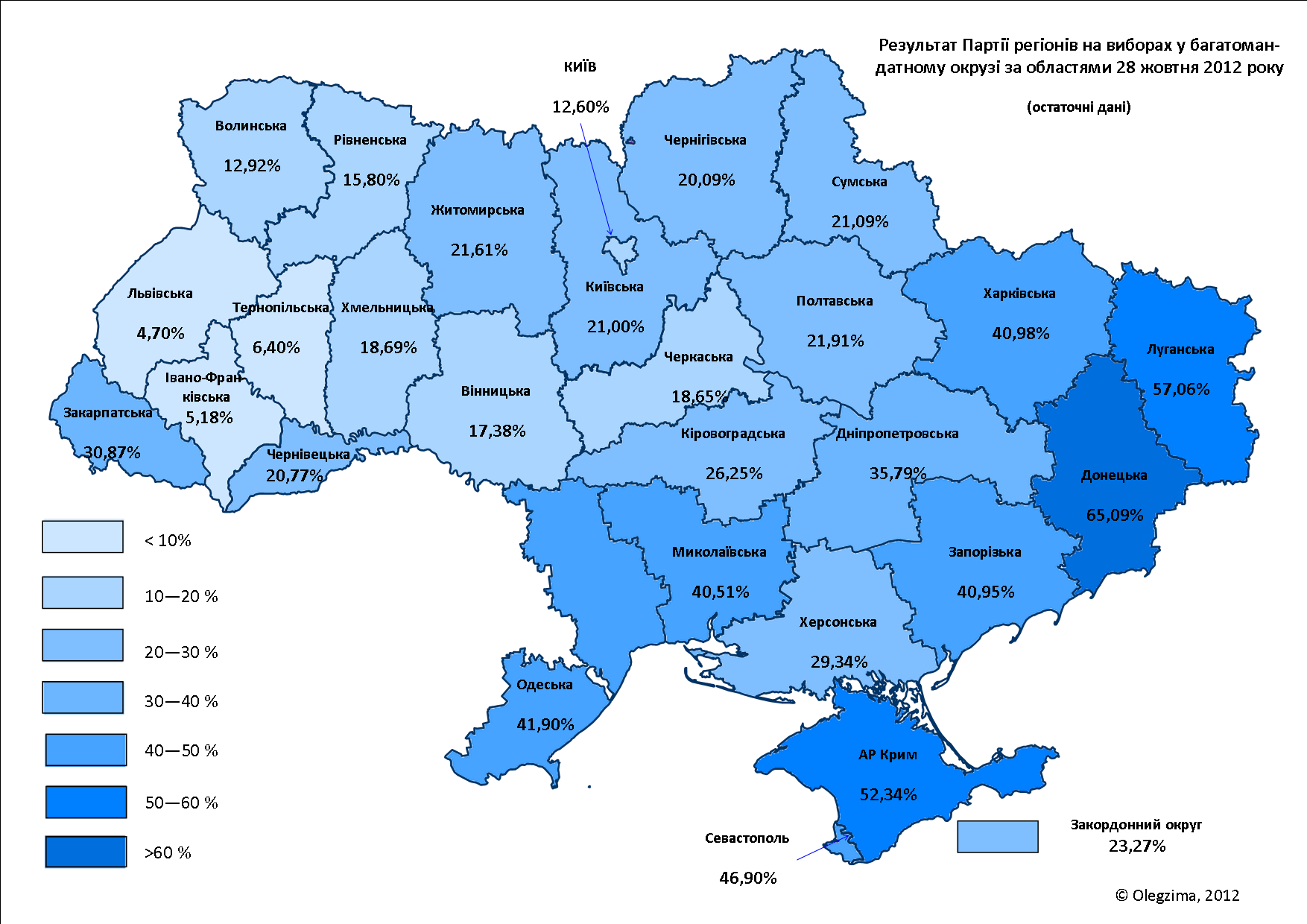
Результат Партии регионов по областям

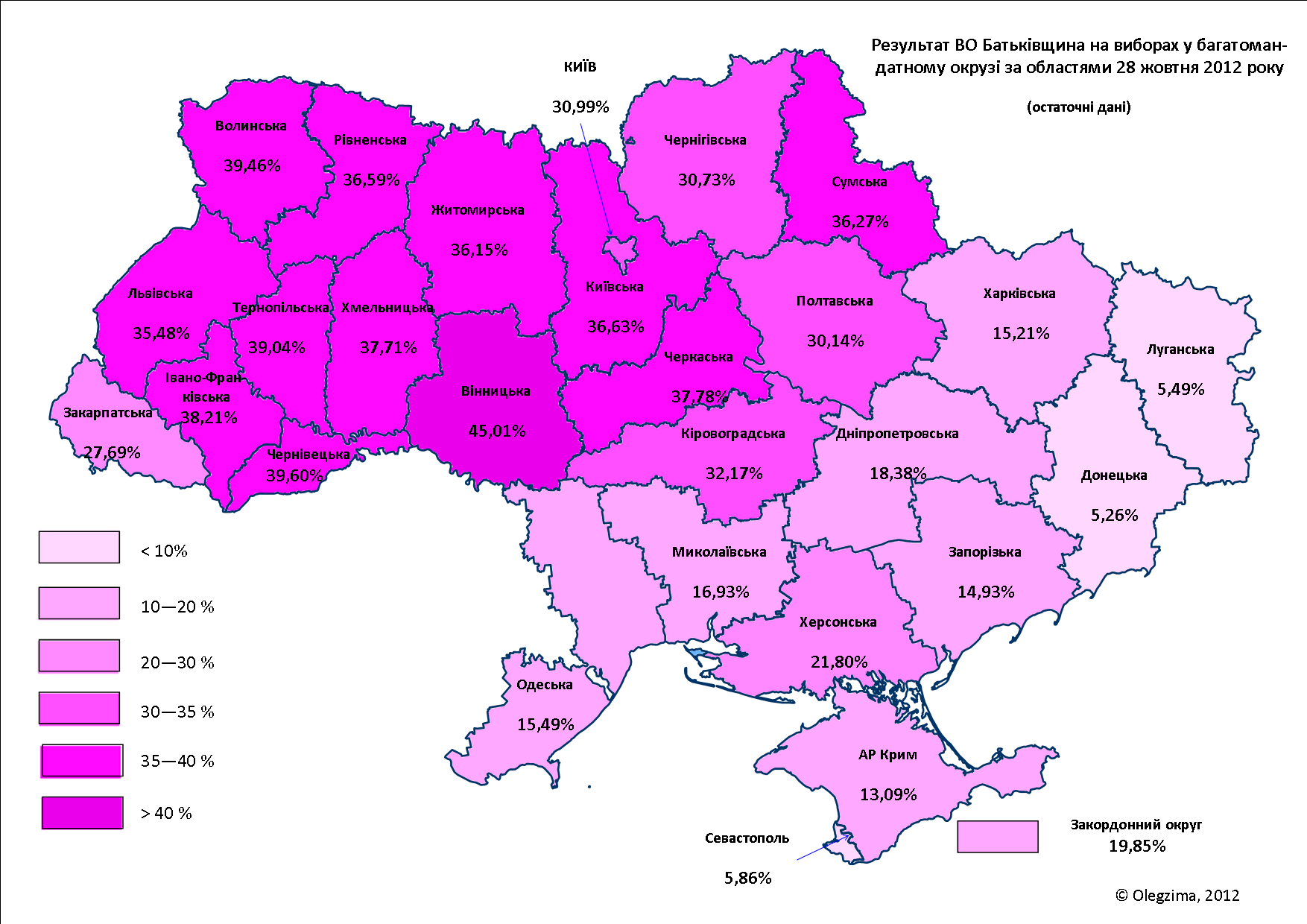
Результат ВО «Батькивщина» по областям

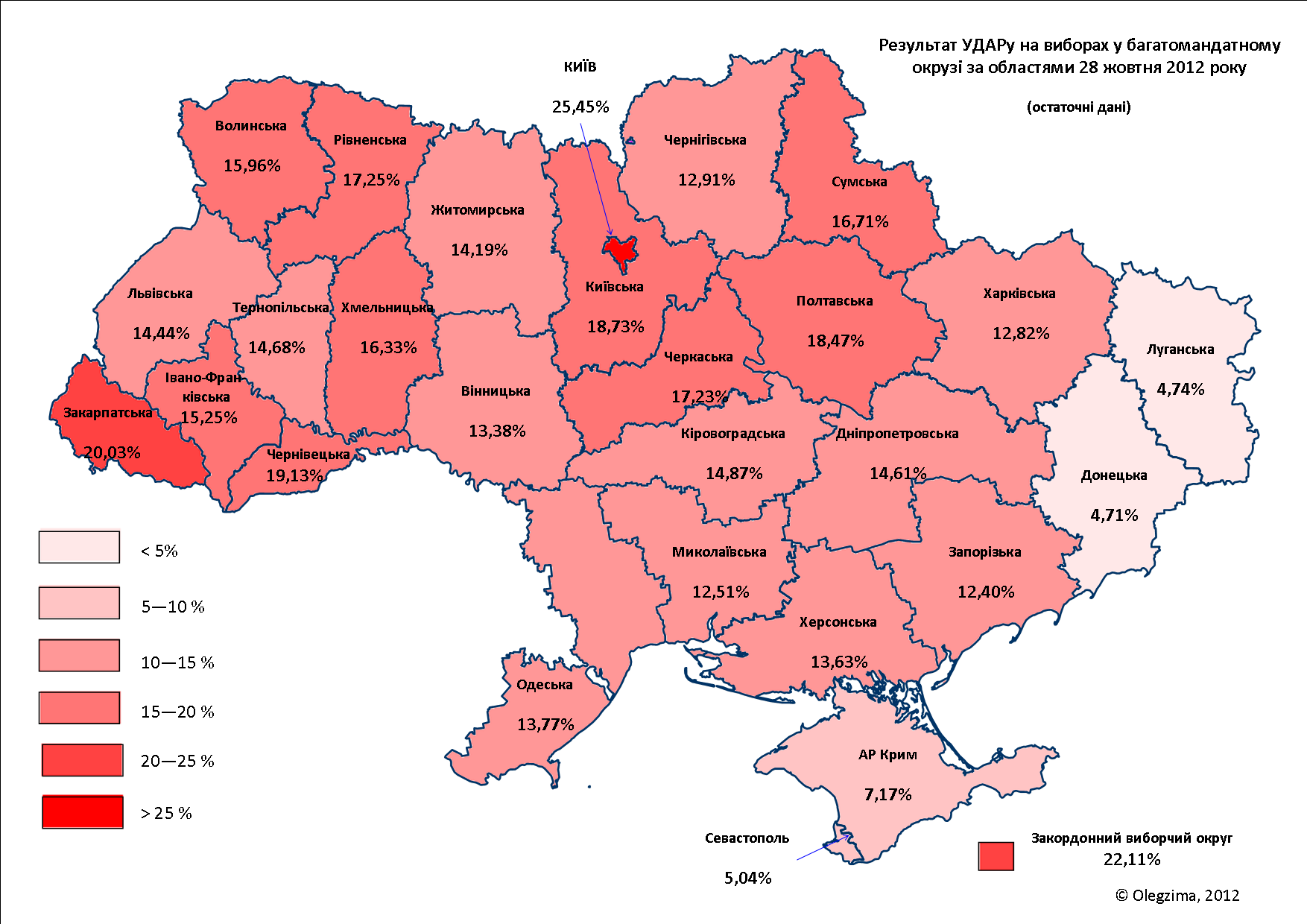
Результат партии «УДАР» по областям

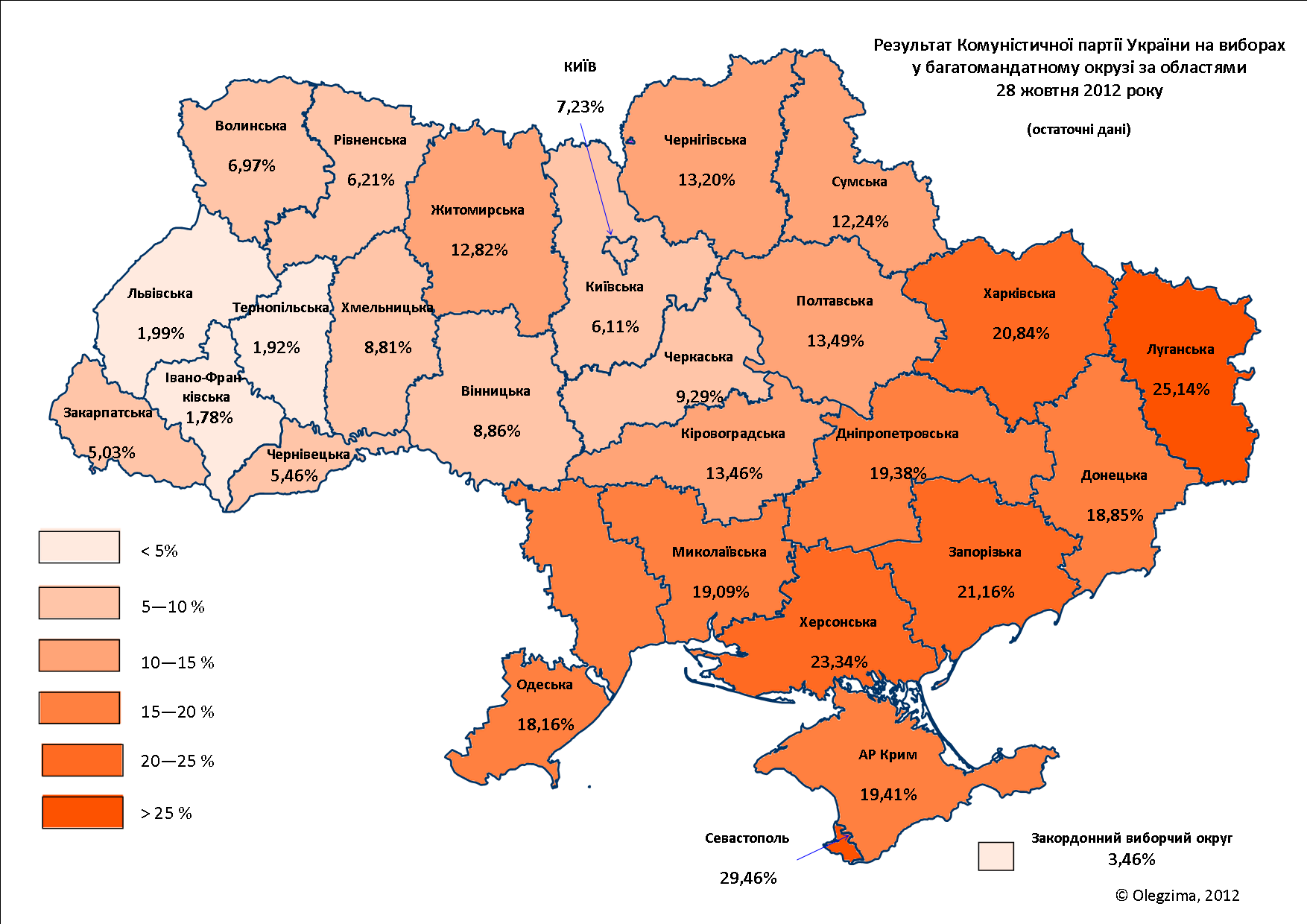
Результат КПУ по областям

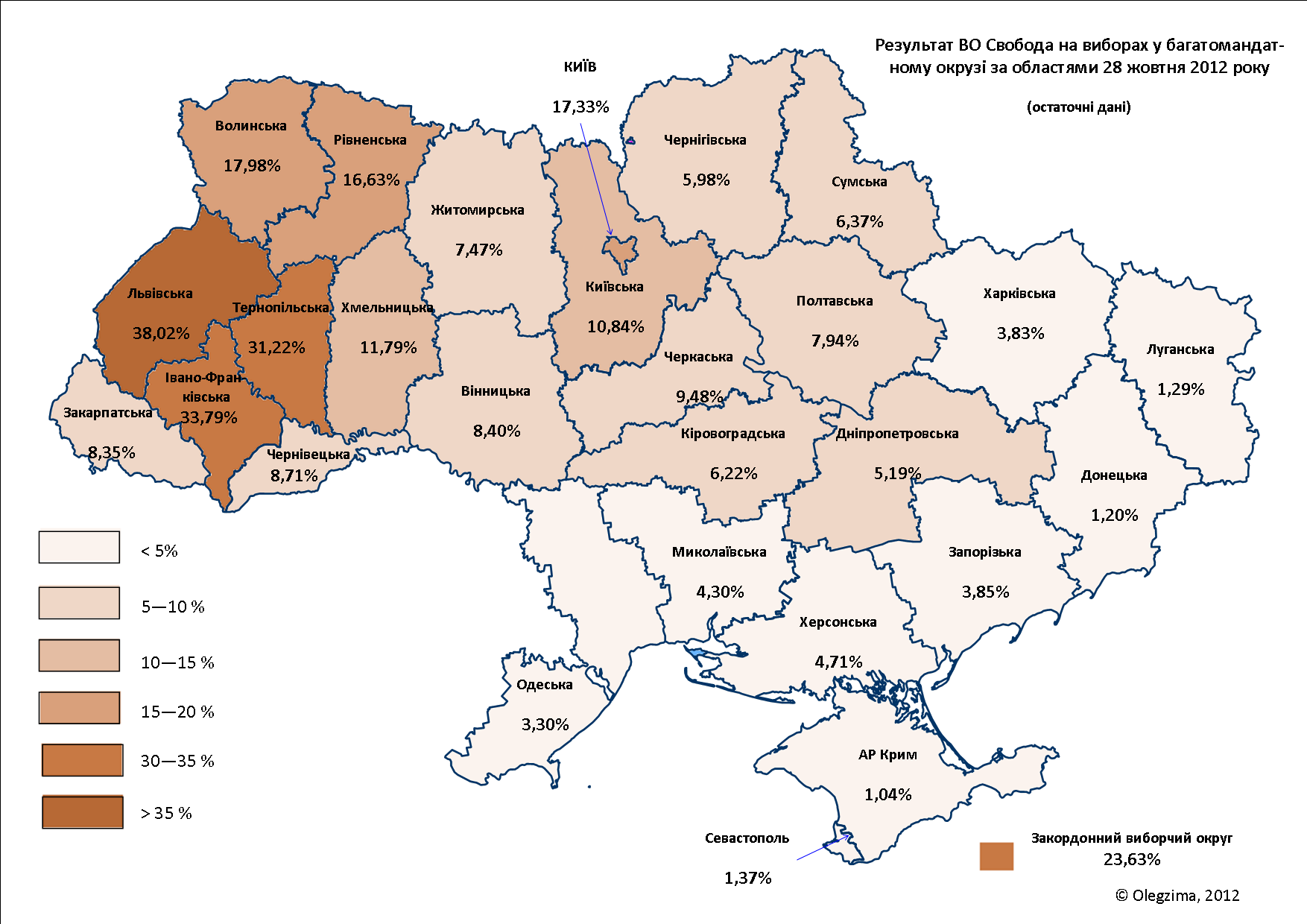
Результат ВО «Свобода» по областям

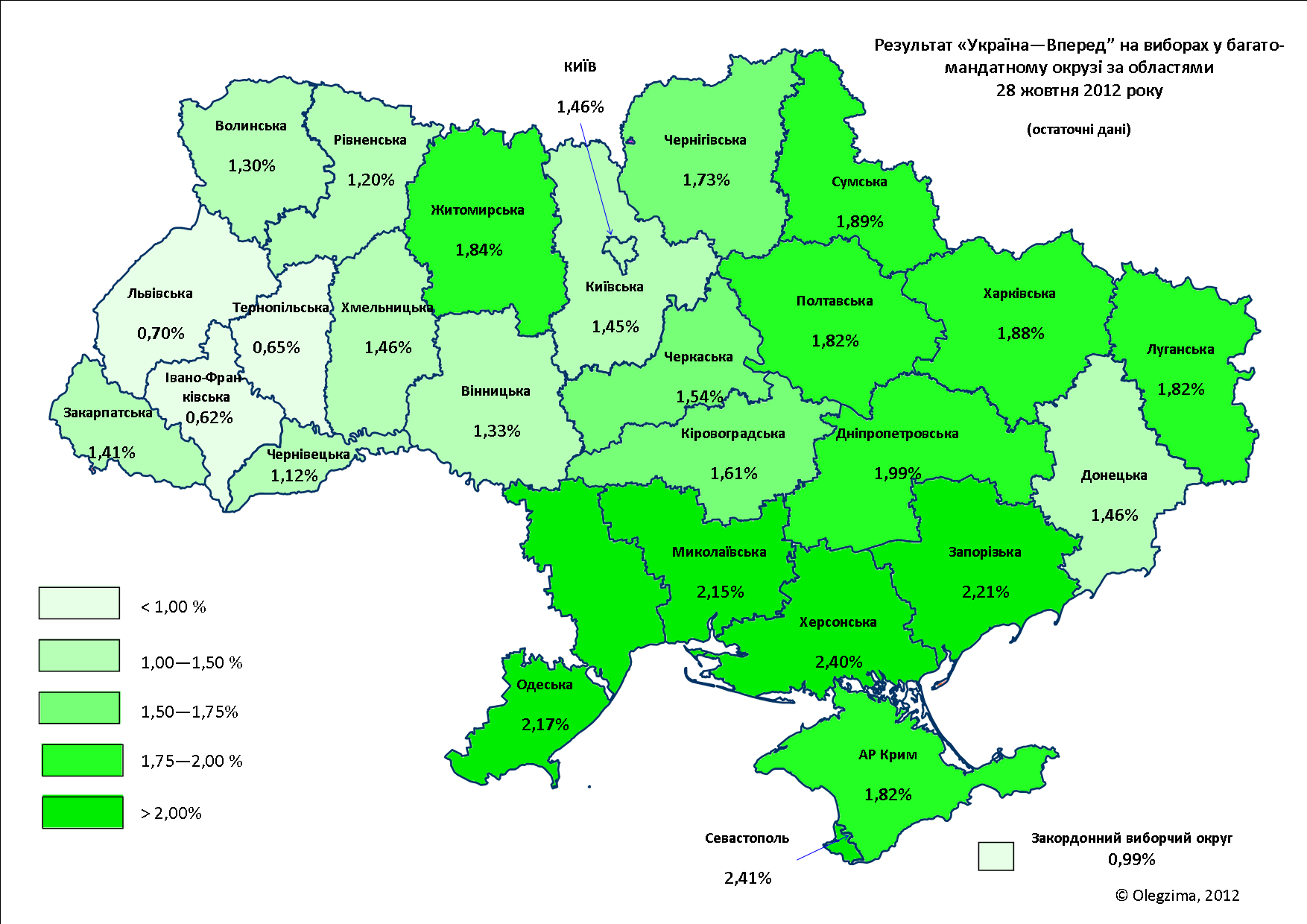
Результат партии «Украина — Вперёд!» по областям

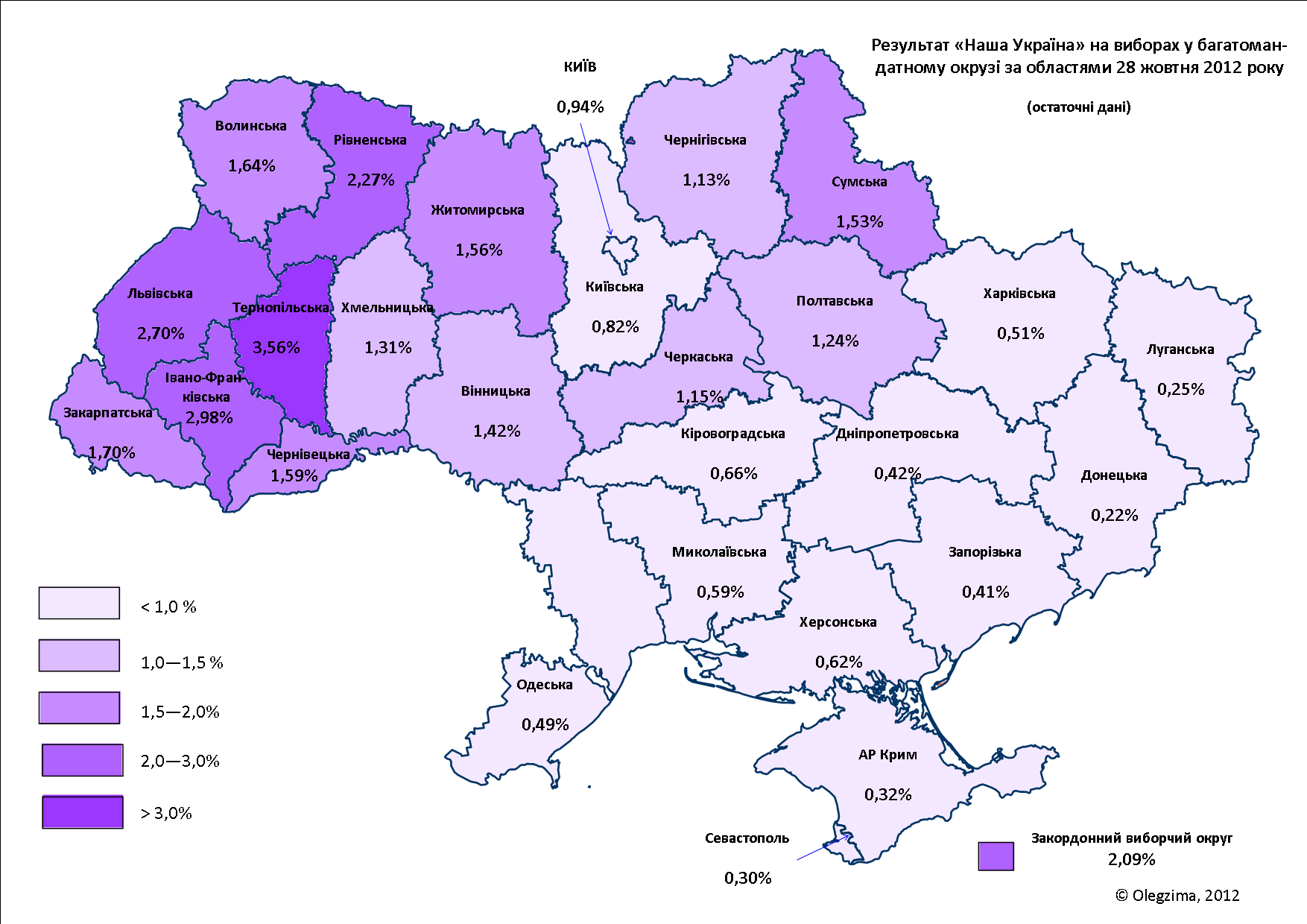
Результат партии «Наша Украина» по областям

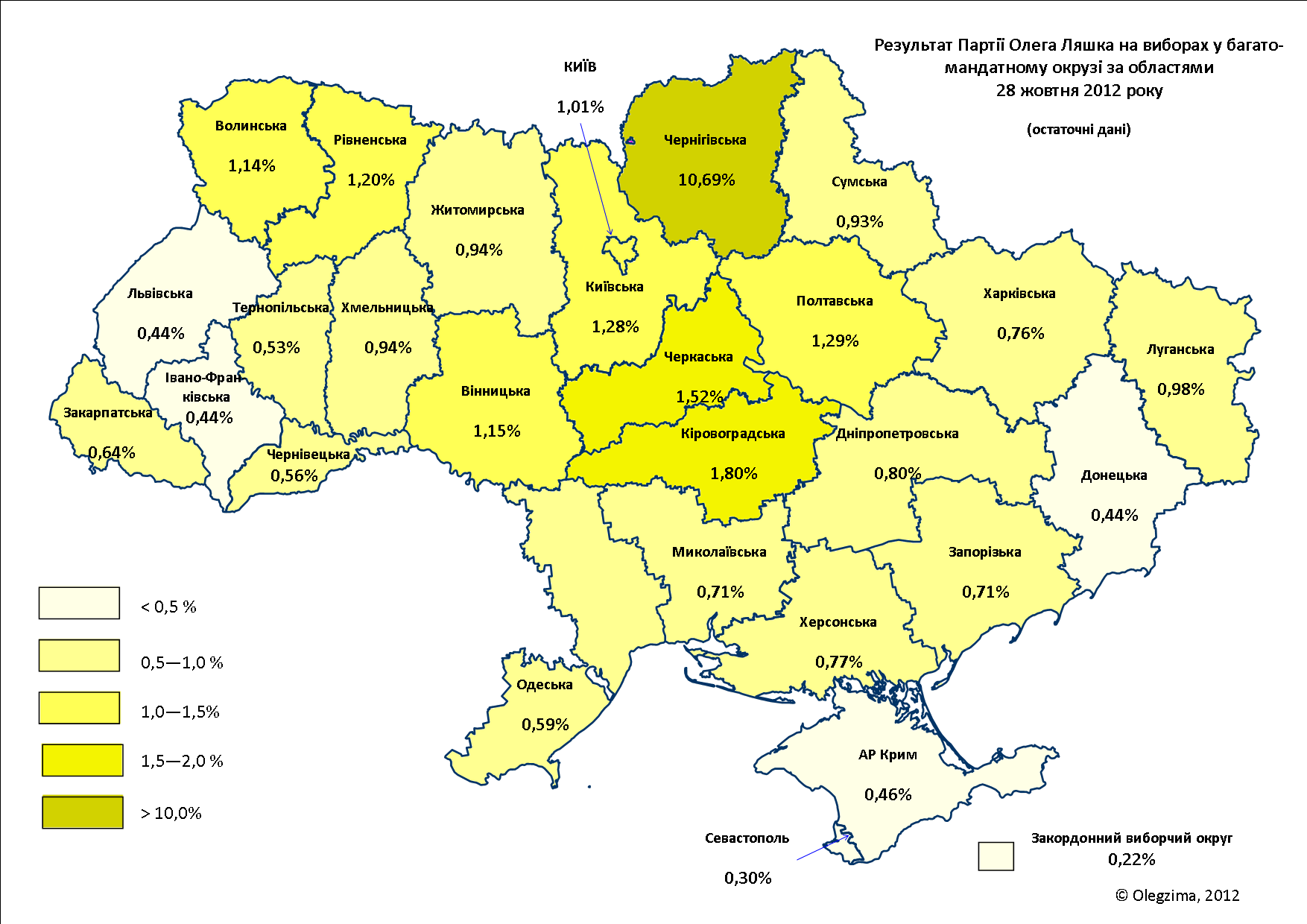
Результат Радикальной партии Олега Ляшко по областям

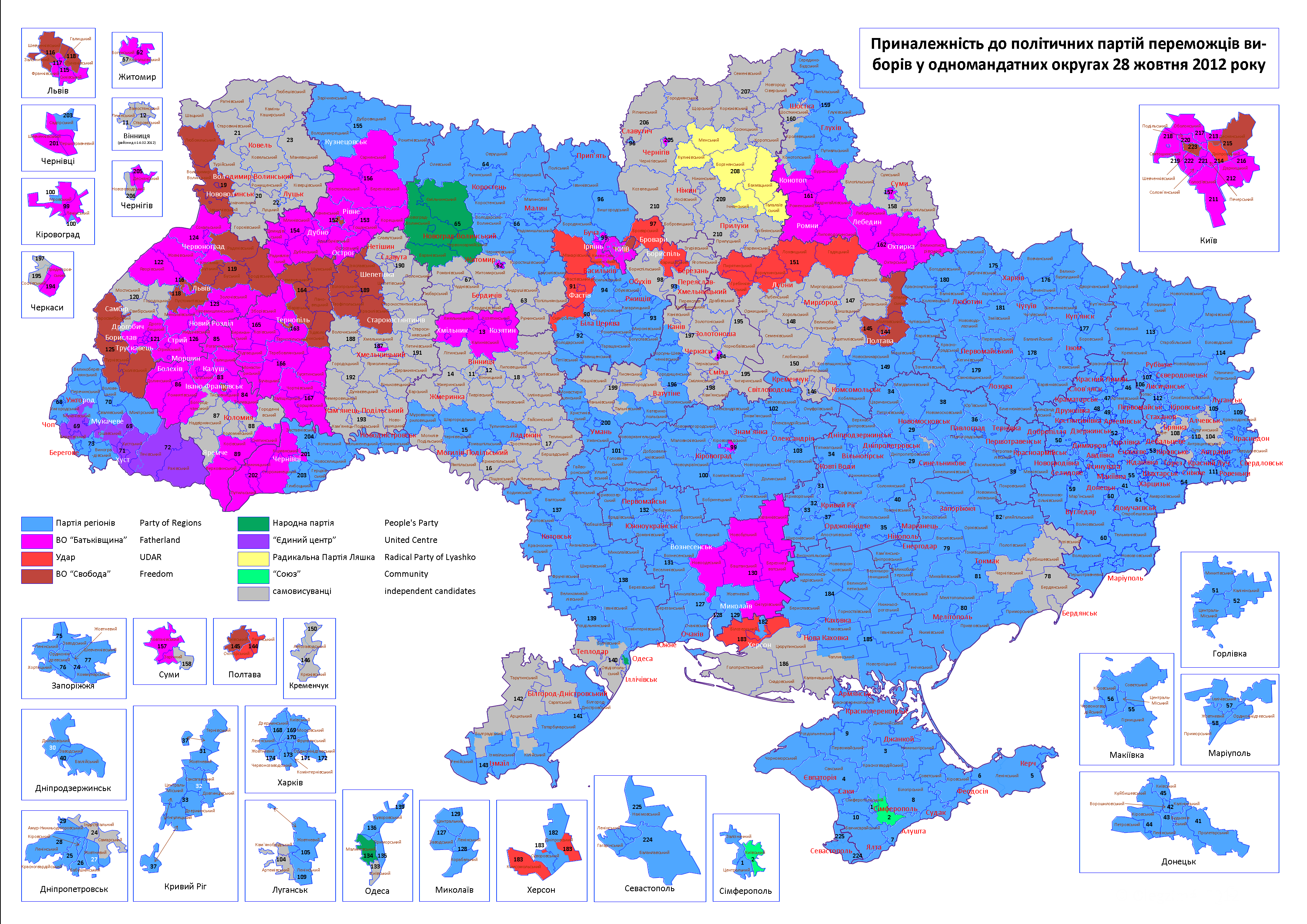
Принадлежность к политическим партиям победителей выборов в одномандатных округах по округам 28 октября 2012

| Партия                            | Партия                                    | По партийным спискам | По партийным спискам | По партийным спискам | По одномандатным округам | По одномандатным округам | По одномандатным округам | Всего мест | +/–          |
| Партия                            | Партия                                    | Голосов              | %                    | Мест                 | Голосов                  | %                        | Мест                     | Всего мест | +/–          |
| --------------------------------- | ----------------------------------------- | -------------------- | -------------------- | -------------------- | ------------------------ | ------------------------ | ------------------------ | ---------- | ------------ |
|                                   | Партия регионов                           | 6 116 746            | 30,00                | 72                   | 5 641 714                | 28,16                    | 113                      | 185        | ▲ 10         |
|                                   | Всеукраинское объединение «Батькивщина»   | 5 209 090            | 25,55                | 62                   | 3 427 956                | 17,11                    | 39                       | 101        | ▼ 55         |
|                                   | УДАР Виталия Кличко                       | 2 847 979            | 13,97                | 34                   | 1 790 151                | 8,93                     | 6                        | 40         | новая партия |
|                                   | Коммунистическая партия Украины           | 2 687 269            | 13,18                | 32                   | 1 554 476                | 7,76                     | 0                        | 32         | ▲ 5          |
|                                   | Всеукраинское объединение «Свобода»       | 2 129 933            | 10,45                | 25                   | 848 854                  | 4,24                     | 12                       | 37         | ▲ 37         |
|                                   | Украина — Вперёд!                         | 322 198              | 1,58                 | 0                    | 187 006                  | 0,93                     | 0                        | 0          | новая партия |
|                                   | Наша Украина                              | 226 492              | 1,11                 | 0                    | 51 654                   | 0,26                     | 0                        | 0          | ▼ 72         |
|                                   | Радикальная партия Олега Ляшко            | 221 144              | 1,08                 | 0                    | 105 236                  | 0,53                     | 1                        | 1          | новая партия |
|                                   | Партия пенсионеров Украины                | 114 206              | 0,56                 | 0                    | 4640                     | 0,02                     | 0                        | 0          | ▬            |
|                                   | Социалистическая партия Украины           | 93 071               | 0,46                 | 0                    | 121 752                  | 0,61                     | 0                        | 0          | ▬            |
|                                   | Партия зелёных Украины                    | 70 261               | 0,34                 | 0                    | 33 131                   | 0,17                     | 0                        | 0          | ▬            |
|                                   | Украинская партия «Зелёная планета»       | 70 106               | 0,34                 | 0                    | 15 923                   | 0,08                     | 0                        | 0          | ▬            |
|                                   | Русский блок                              | 63 532               | 0,31                 | 0                    | 42 074                   | 0,21                     | 0                        | 0          | ▬            |
|                                   | Зелёные                                   | 51 369               | 0,25                 | 0                    |                          |                          |                          | 0          | новая партия |
|                                   | Украина будущего                          | 37 909               | 0,19                 | 0                    | 27 053                   | 0,14                     | 0                        | 0          | новая партия |
|                                   | Политическое объединение «Родная Отчизна» | 32 701               | 0,16                 | 0                    | 3743                     | 0,02                     | 0                        | 0          | новая партия |
|                                   | Народно-трудовой союз Украины             | 22 854               | 0,11                 | 0                    | 6955                     | 0,03                     | 0                        | 0          | новая партия |
|                                   | Новая политика                            | 21 030               | 0,10                 | 0                    | 15 168                   | 0,08                     | 0                        | 0          | ▬            |
|                                   | Всеукраинское объединение «Громада»       | 17 667               | 0,09                 | 0                    | 4841                     | 0,02                     | 0                        | 0          | ▬            |
|                                   | Украинская национальная ассамблея         | 16 913               | 0,08                 | 0                    | 3199                     | 0,02                     | 0                        | 0          | ▬            |
|                                   | Либеральная партия Украины                | 15 549               | 0,08                 | 0                    | 3255                     | 0,02                     | 0                        | 0          | ▬            |
|                                   | Народная партия                           |                      |                      |                      | 354 924                  | 1,77                     | 2                        | 2          | ▼ 18         |
|                                   | Единый центр                              |                      |                      |                      | 155 492                  | 0,78                     | 3                        | 3          | новая партия |
|                                   | Конгресс украинских националистов         |                      |                      |                      | 74 712                   | 0,37                     | 0                        | 0          | —            |
|                                   | Украинская платформа «Собор»              |                      |                      |                      | 48 813                   | 0,24                     | 0                        | 0          | —            |
|                                   | Союз                                      |                      |                      |                      | 36 077                   | 0,21                     | 1                        | 1          | ▲ 1          |
|                                   | Прочие партии                             |                      |                      |                      | 229 899                  | 1,09                     | 0                        | 0          |              |
|                                   | Независимые кандидаты                     |                      |                      |                      | 5 248 373                | 26,19                    | 43                       | 43         | ▲ 43         |
| Вакантные места                   | Вакантные места                           |                      |                      |                      |                          |                          | 5                        | 5          |              |
| Действительные голоса             | Действительные голоса                     | 20 388 019           | 98,03                |                      |                          |                          |                          |            |              |
| Недействительные голоса           | Недействительные голоса                   | 409 068              | 1,97                 |                      |                          |                          |                          |            |              |
| Всего голосов                     | Всего голосов                             | 20 797 087           | 100,00               | 225                  | 20 037 071               | 100,00                   | 225                      | 450        |              |
| Зарегистрировано избирателей/явка | Зарегистрировано избирателей/явка         | 36 213 010           | 57,43                |                      |                          |                          |                          |            |              |
| Источник:CLEA                     |                                           |                      |                      |                      |                          |                          |                          |            |              |